# Swiss Vapeur Parc

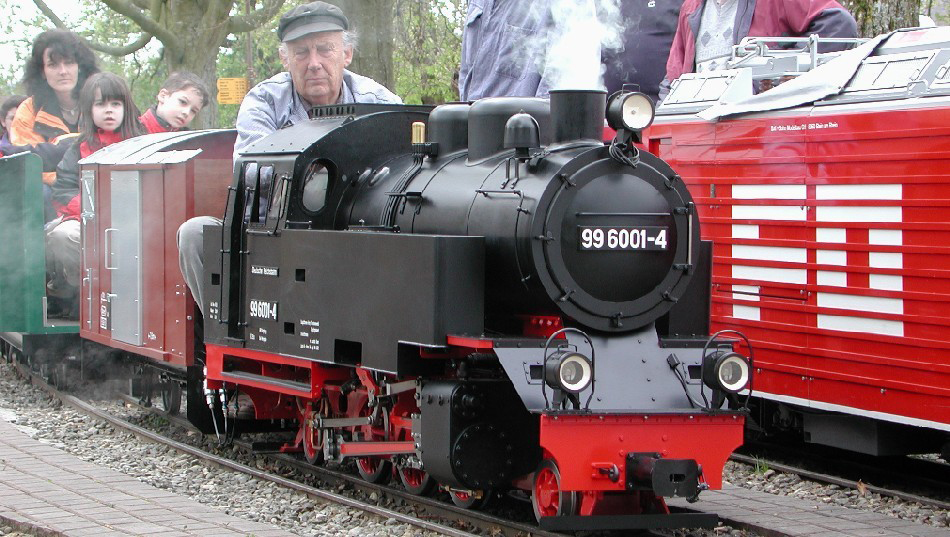
Model lokomotywy parowej w parku.

Swiss Vapeur Parc (Szwajcarski Park Pary) – park tematyczny położony w Le Bouveret w Szwajcarii.

## Historia i charakter
W dniu 30 października 1979 roku został założony klub liczący 22 osoby. W 1989 roku uruchomiono park o powierzchni 10000 m² wraz z torami kolejowymi o długości 1000 metrów. Obecnie park jest odwiedzany rocznie przez prawie 160 tysięcy zwiedzających. Obecnie długość torowiska wynosi ponad 1500 metrów z czego 500 metrów torowiska znajduje się na terenie lokomotywowni. Na terenie parku znajduje się 16 modeli lokomotyw oraz zespołów trakcyjnych. Wśród modeli lokomotyw są cztery modele parowozów posiadających prawdziwy kocioł parowy zasilany węglem przez maszynistów oraz cztery lokomotywy spalinowe na benzynę z przekładnią hydrostatyczną.
Park zaprojektowany został na południowo-wschodnim krańcu Jeziora Genewskiego i poświęcony jest przede wszystkim przedstawieniu miniatur kolejowych. Główną atrakcją parku jest park pary – na powierzchni 1,2 ha odtworzony został krajobraz w miniaturze, w którym główną rolę odgrywają modele kolejowe jeżdżące na torze o rozstawie 5 oraz 7 i ¼ cala. Zastosowana w taborze skala pozwala na przewożenie specjalnymi platformami osób. Wagony te wyposażone są w siedzenia i ciągnięte przez wierne miniatury autentycznych lokomotyw – w tym legendarnych maszyn, np. Pacific 01, napędzanych przez silniki parowe. Całość zakomponowana jest w odpowiednim otoczeniu – zatoka Jeziora Genewskiego i stromo wznoszące się góry. W ruchu pozostaje często kilka maszyn jednocześnie.